# Kroatisch
Het Kroatisch (hrvatski) is een van de standaardvarianten van het Servo-Kroatisch. Het is de officiële taal van Kroatië en wordt ook gebruikt door Kroaten in Bosnië en Herzegovina en door de Burgenland-Kroaten in Oostenrijk.
Enkele specifieke kenmerken van het Kroatisch binnen het Servo-Kroatisch:
- "Ijekavisch": de Proto-Slavische ě is ije (lang), je (kort) of i (voor o) geworden (vrijeme (tijd) , djevojka (meisje), htio ([hij] wilde) vs. Servisch vreme, devojka, hteo).
- De maanden van het jaar hebben afwijkende namen: in plaats van de internationale namen die in Servië en Bosnië gebruikelijk zijn (januar, novembar e.d.) treft men namen van het type "grasmaand" (travanj=april) of (sječanj=januari) e.d. aan.
- Afwijkende woordenschat op een aantal andere punten, enkele in het oog springende voorbeelden zijn zrak (lucht) vs. vazduh, kruh (brood) vs. hleb, tjedan (week) vs. sedmica, vlak (trein) vs. voz en kolodvor (station) vs. stanica. In deze gevallen is het Kroatisch vaak "de vreemde eend in de bijt": in Bosnië, Montenegro en Servië worden typisch Kroatische woorden niet gebruikt en zijn meestal meer algemeen-Slavische of internationale woorden in gebruik. Sinds de onafhankelijkheid van Kroatië en de versterking van het Kroatisch als standaardtaal zijn er veel nieuwe "Kroatische" woorden bij gekomen, maar deze hebben lang niet allemaal ingang gevonden onder de Kroatische bevolking.
- Enkele woorden onderscheiden zich in geslacht en daardoor in verbuiging, zoals Kroatisch minuta (v) (minuut) vs. Servisch minut (m), osnova (v) (basis) vs. osnov (m) en večer (v) (avond) vs. veče (o).
- In het Kroatisch krijgen nieuwe leenwoorden met een Latijnse stam meestal het achtervoegsel -irati, in het Servisch komen ook -ovati en -isati voor: Kroatisch identificirati (identificeren) vs. Servisch identifikovati, informirati (informeren) vs. informisati.

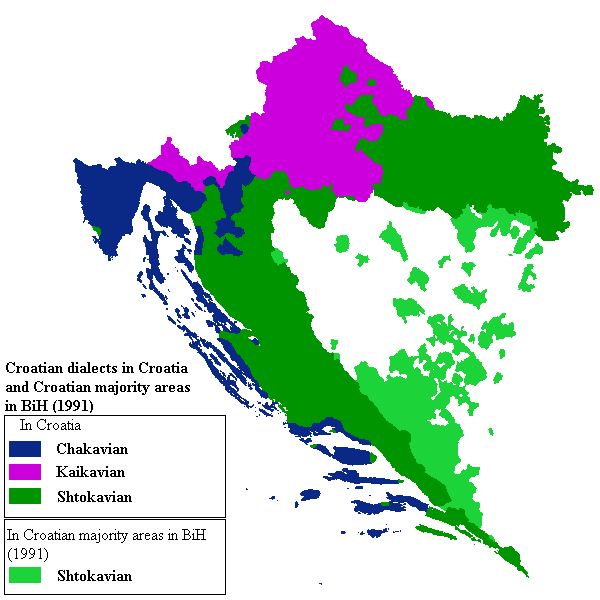
Kroatische dialecten

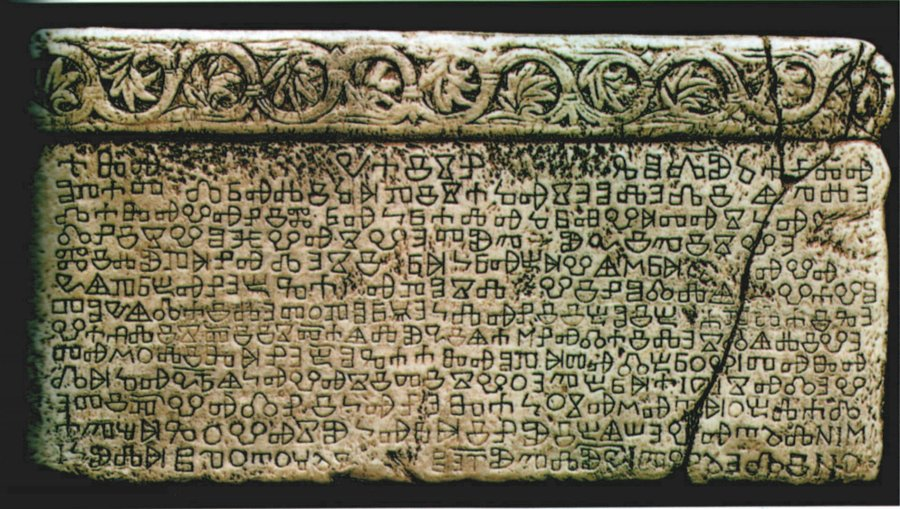
Kroatisch, Baška (1100)

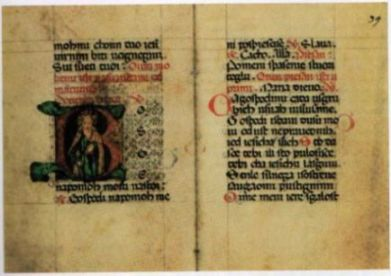
Kroatisch (1380-1400)

- Enkele specifieke spellingsregels, waaronder de spelling van werkwoorden in de toekomende tijd: "ik zal spreken"="govorit ću", terwijl in Servië "govoriću", als één woord, wordt gespeld (de uitspraak verschilt niet).
- Afwijkende klemtoon, toon of klinkerlengte, hierbij moet worden opgemerkt dat voor alle varianten van het Servo-Kroatisch geldt dat de voorgeschreven standaard niet altijd met de werkelijkheid overeenkomt en de accentuatie per dialect behoorlijk kan verschillen.
- Het Latijnse alfabet wordt gebruikt.

| A a   | B b | C c       | Č č     | Ć ć | D d   | Đ đ |
| Dž dž | E e | F f       | G g     | H h | I i   | J j |
| K k   | L l | Lj lj     | M m     | N n | Nj nj | O o |
| P p   | R r | S s       | Š š     | T t | U u   | V v |
| Z z   | Ž ž | (i+e=ije) | (r+r=ŕ) |     |       |     |

## Voorbeeldwoorden
| Nederlands  | Kroatisch    |
| ----------- | ------------ |
| één         | jedan        |
| twee        | dva          |
| drie        | tri          |
| vier        | četiri       |
| vijf        | pet          |
| zes         | šest         |
| zeven       | sedam        |
| acht        | osam         |
| negen       | devet        |
| tien        | deset        |
| ja          | da           |
| nee         | ne           |
| alstublieft | molim        |
| dankuwel    | hvala        |
| vandaag     | danas        |
| vanochtend  | jutros       |
| vanmiddag   | poslijepodne |
| vanavond    | večeras      |
| geen        | nema         |
| hoi         | zdravo       |
| waarom?     | zašto?       |
| wat?        | što?         |